# 영광 이규헌 가옥
영광 이규헌 가옥(靈光 李奎憲 家屋)은 대한민국 전라남도 영광군 묘량면 영양리에 있는, 전주 이씨 양도공파의 종가집으로 임진왜란 때 영광 수성도별장을 지낸 이응종의 생가이다. 1987년 6월 1일 전라남도의 민속문화재 제22호로 지정되었다.

## 개요
전주 이씨 양도공파의 종가집으로 임진왜란 때 영광 수성도별장을 지낸 이응종의 생가이기도 하다. 사랑채는 건물에 적힌 기록(상량문)에 따르면 조선 고종 32년(1895)에 지었다고 한다.
크게 안채, 사랑채, 사당으로 나눌 수 있다. 안채는 앞면 6칸·옆면 2칸 크기로 앞쪽과 좌우에 퇴를 두었고 방·대청·부엌·건넌방 등으로 구성되어 있다. 사랑채는 앞면 4칸·옆면 1칸 크기이며 앞뒤로 퇴를 두고 방과 대청으로 꾸몄다. 사당에는 양도공 이천우의 영정을 모시고 있다.
배치와 구성이 조선시대 민가형식의 전형을 잘 갖추고 있는 집이다.

## 같이 보기
- 이천우 영정 및 이응도 목판 - 전라남도 문화재자료 제146호

## 참고 자료
- 영광 이규헌 가옥 - 국가유산청 국가유산포털